# Legend (jeu vidéo)
Pour les articles homonymes, voir Legend.
Legend est un jeu vidéo de genre beat them all édité par Seika, sorti sur Super Nintendo en France le 23 septembre 1994.
Il est le fruit du travail de deux passionnés l'ayant développé sous Arcade Zone, leur propre entreprise, dans des conditions austères tant au point de vue matériel que financier. Entièrement développé par Lyes Belaidouni et Carlo Perconti, le jeu est édité par Sony et Seika sur SNES après une présentation au CES. La réception du jeu afficha un bilan mitigé. Legend met en scène deux combattants dans une quête contre les forces du mal ayant envahie un royaume. Le ou les deux joueurs évoluent dans un gameplay traditionnel en deux dimensions divisé en niveaux toujours clôturés par un boss.

## Scénario

### Folklore
Beldor le maléfique a conquis le royaume de Sellech et y fait régner les forces du mal depuis un millénaire. Afin de contenir la menace, Sellech envoya plusieurs reprises des croisades sans qu'aucune d'elles ne revinrent jamais. Les villageois, vivant dans l'insécurité permanente, forgèrent deux fantassins d'élites, Kaor et Igor, portant le lourd fardeau du dernier espoir.

### Déroulement de la quête
La quête commence à la sortie d'une ville fortifiée, sur une route en terre battue traversant la campagne, sur laquelle plusieurs charrettes de pailles sont parquées. Dès les premiers pas et juste à la fin de l'aventure, des soldats de Beldor freineront l'avancée des deux protagonistes. La route sort de la campagne avant de pénétrer dans une foret et prend fin à l'arrivée du pont dur la rivière. Commence alors un bourbier grisâtre et sinistre qui mène au premier boss, un arbre doté d'un visage et de bras sous lequel se trouve la vieux magicien qui apparaît une fois l'arbre éradiqué.
Les combats se poursuivent en ville par temps de pluie, la nuit, avant de rejoindre l'auberge. Le boss est un imposant tavernier attaquant au moyen d'un tonneau.

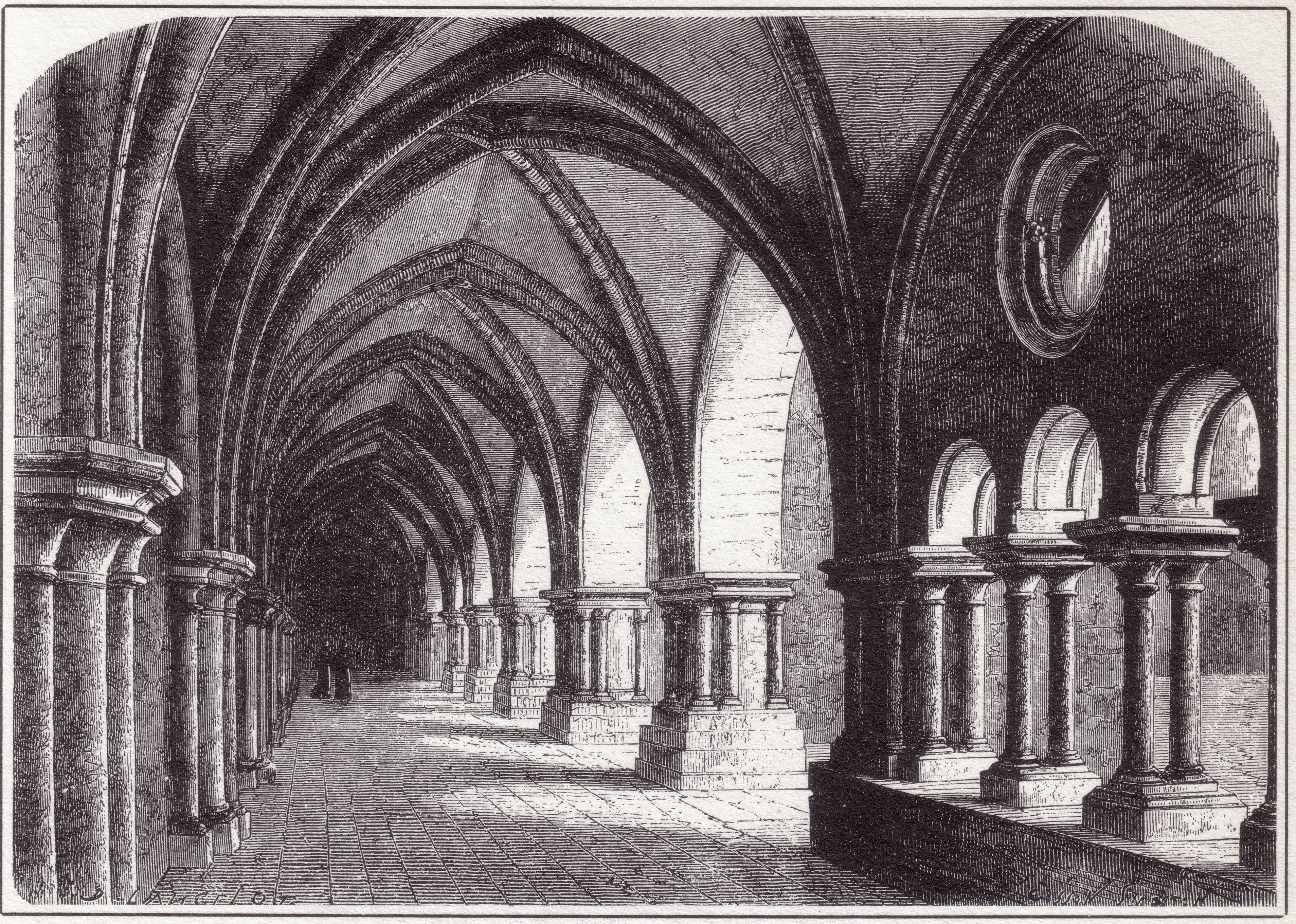
Décor semblable au temple noir.

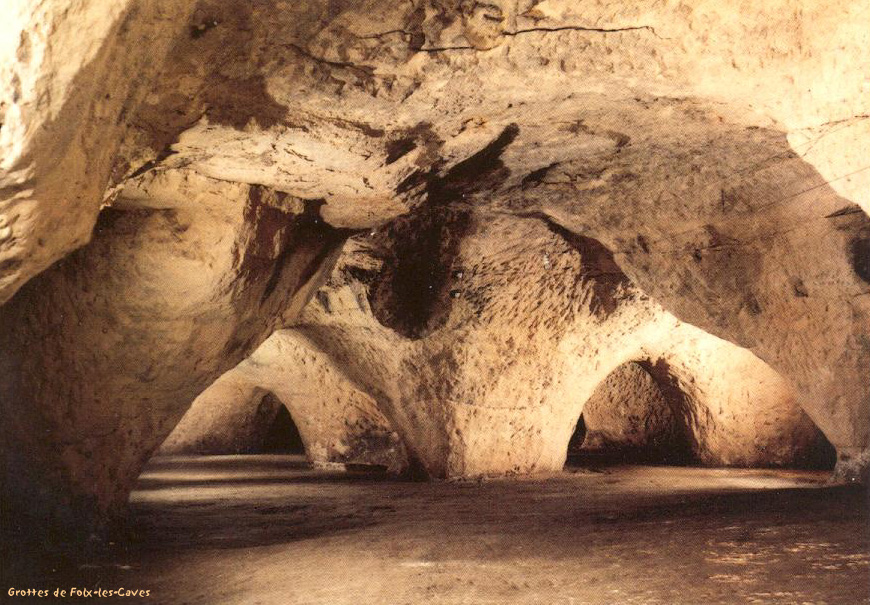
Décor semblable aux cavernes.

Le tavernier neutralisé, le joueur pénètre dans le temps noir constitué d'un cloître, d'une verrière puis d'un dôme. De nombreux magiciens projetant des boules explosives ainsi que des squelettes retardent la progression vers le boss, qui est un sorcier, épaulé par une gargouille en pierre.
Une fois le sorcier maléfique détruit, la quête continue en campagne, le soir, dans des paysages à nouveau très comparables à ceux du début. Cependant, sur le pont enjambant la rivière, un tenace bourreau armé d'une arbalète projetant des filets tente de capturer le joueur. Si celui-ci parvient à ses fins, un niveau supplémentaire se déroule en prison. Lorsque le joueur parvient à tuer l'arbalétrier, il évite le passage par les prisons, et accède directement à la tour au sommet de laquelle, un dragon rouge fait office de boss.
Par la suite, la croisade se prolonge dans des cavernes volcaniques où vivent des hommes préhistoriques résolument hostile à tout présence étrangère. La vision du jeu est troublée par des mirages de chaleurs, des jets de feu, et des stalagmites. Le boss est une sorte de Yéti au pelage abondant et violet.
Le niveau final est un château regorgeant d'ennemis qui mène au boss final qui Clovis, le fils de Beldor, dont l'apparence est identique au boss intermédiaire du premier niveau. Par ailleurs, sa résistance et sa difficulté sont comparables.

### Liste des niveaux
1. Le commencement de la quête : Traversez la forêt et trouvez le vieux magicien
2. La ville : Arrivez en ville et trouvez l'auberge de Joe
3. Le temple noir : Allez au temple noir et tuez le sorcier maléfique
4. Le vieux moulin : Allez au vieux moulin et détruisez le gardien maléfique
5. Les prisons (Si le joueur est capturé, il doit s'évader des prisons qui constituent un niveau supplémentaire.)
6. Les cavernes : Explorez la caverne du dragon et détruisez le monstre maléfique
7. Le sanctuaire : Explorez tout le sanctuaire et détruisez Clovis dans un combat final pour la gloire.

## Architecture et gameplay
Legend est un beat them all dans un style médiéval (voir aussi par exemple Golden Axe de Sega). Le jeu est structuré d'une manière classique à l'heure de sa sortie, en abordant un niveau de gauche à droite sans possibilité de marche arrière. Le joueur progresse à son rythme, mais doit fréquemment éliminer tous les assaillants pour que le décor se débloque, et qu'il puisse continuer sa route.
Le joueur principal combat sur le plan central qui offre de la profondeur, ce qui fait qu'il peut s'éloigner ou s'approcher pour éviter l'encerclement. Dans certains niveau, des éléments d'avant plans viennent encombrer la vision du jeu, ce qui fait varier le gameplay puisque certains ennemis ne sont plus visibles.
Le joueur principal est Kaor, armée d'une lourde épée qui peut être épaulé par Igor, en mode deux joueurs, qui lui manie une double hache. Bien qu'équipés d'imposantes cuirasses, seuls leurs boucliers en métal rond et doré leur permet de parer la plupart des coups ennemis. Ceux-ci sont combattus au moyen de coups délivrés avec l'arme principale, ou de chassés frontaux portés par d'impressionnants sauts. D'autres attaques spéciales limitées peuvent déclenchées moyennant la possession de certains objets : l'incantation d'un esprit maléfique par le biais de deux potions, qui met à terre tous les ennemis communs de l'écran, le collier étrangleur ou la bague magique. Toutes ces attaques peuvent être utilisées pour venir à bout des boss intermédiaires ou finaux. 
Après plusieurs coups, ils s'évanouissent, et plusieurs évanouissements causent leurs morts. Chaque ennemi tué lègue un objet. Il peut s'agir de viande ou de pain pour restaurer ses points de vie, des clefs pour ouvrir des coffres renfermant divers objets après certains niveaux, de bourses d'or servant uniquement à grossir le score, ou encore de potions qui s'utilisent par paire lors des incantations.
En permanence, le HUD est affiché dans la partie supérieure. Il permet de montrer les points de vies du joueur ou du boss, le nombre de potions qui s'utilisent par paire pour les incantations, ou encore les objets magiques. Le menu principal offre quant à lui le choix de la difficulté -faible, moyen ou difficile-, de la vitesse du temps impartis pour les niveaux ou le choix de jouer seul ou en coopération à deux.

## Développement

L'entreprise et le jeu ont été conçus ex nihilo.

Lyes Belaidouni travaillait en tant que responsable graphiste avant la sortie du jeu chez Titus Interactive qui développait alors principalement des jeux de course sur Amstrad et NES. Lui préférait les jeux d'action, mais devant l'orientation de la production de Titus, qui en plus ne semblait pas intéressé par la SNES, il démissionna. Il emporta avec lui Carlo Perconti, ainsi que Gabriel Gary plus tard, dans le projet de fonder leur propre entreprise de développement de jeu vidéo, Arcade Zone.
L'idée était de créer un jeu sous un genre peu répandu en Europe et en Amérique du Nord au début des années 1990. En s'inspirant de bornes d'arcades et des jeux vidéo alors d'actualités, notamment The King of Dragons édité par Capcom et (1991), Knights of the Round (1991), et Golden Axe (1989) sur Sega. Carlo Perconti affirmera par la suite « [...]nous avons fait le jeu auquel nous souhaitions jouer. »
Les deux cofondateurs s'élancent alors seuls dans la création de Legend, dans des conditions très austères. Partant de zéro, ils ne disposaient ni bibliothèque logicielle, ni de kit de développement Nintendo, ni de moyens financier conséquents. Le jeu s'est développé en une sorte bricolage dû aux contraintes techniques et financières. « c'était vraiment des conditions de développement très spartiates » affirmera Carlo Perconti. Tandis que Lyes Belaidouni créait les décors et les interfaces graphiques avec Deluxe Paint avant de les transférer sur un logiciel créé pour le besoin par Carlo sur son PC, ce dernier effectuait des tâches de coordination hardware et de programmation. Gabriel Gary se chargea quant à lui des problèmes commerciaux. À un rythme effréné par leur passion, le jeu fut finalisé rapidement.
Satisfaits du résultat, ils présenteront le jeu lors du CES[Quand ?] alors que Capcom exposait son adaptation de The King of Dragons sur SNES. Il fut édité en Europe par Sony Imagesoft, et en Amérique du Nord, mais pas au Japon, probablement parce que le beat them all était déjà trop présent.

## Critiques

### Accueil
Au moment de sa sortie, Arcade Zone et son premier jeu phare étaient totalement inconnus du public, ce qui eut pour conséquence une faible médiatisation. Les créateurs affirment que le jeu n'était pas bien perçu puisque le genre beat them all était considéré comme un « jeu bourrin sans aucune technique ». Cette connotation négative leur a valu certaines critiques négatives de la part de la presse spécialisée qui s'est étonné à plusieurs reprises d'avoir affaire à des Français.